# اسکندال سوج
اسکندال سَوِج (به انگلیسی: Scandal Savage) یک شخصیت خیالی ابرشرور در کتاب‌های کامیک آمریکایی منتشر شده توسط دی‌سی کامیکس است. شخصیت اسکندال سوج توسط گیل سیمون و دیل ایگل‌شام خلق شده‌است؛ که برای نخستین بار در شماره ۱ از مجموعه کمیک اتحاد شروران (ژوئیه ۲۰۰۵) معرفی شد. او دختر شخصیت بدذات و جاودانه دنیای دی‌سی وندال سوج و یکی از اعضای تیم سیکرت سیکس به‌شمار می‌رود.

## زندگینامه ساختگی شخصیت
اسکندال دختر وندال سوج و یک زن ناشناخته برزیلی بود که گفته شده او تنها زن فانی محسوب می‌شد که تا به حال وندال براستی عاشقش شده بود. او حاضر به زندگی در زیر سایهٔ پدرش نبود، در نتیجه همراه با مادرش به برزیل رفت و در آنجا بزرگ شد، اما به نظر می‌رسید او به‌طور کامل از میراث خود آگاه بود. در شمارهٔ ۶ کمیک‌های اتحاد شروران به‌طور رسمی تأیید شد که این شخصیت در میان معدود ابرتبهکارهای همجنس‌گرای دنیای دی‌سی قرار دارد.
در ابتدای مجموعه بحران‌های بی‌نهایت، لکس لوتر، با نام مستعار ماکینگ برد سعی در باج‌گیری از اسکندال و پنج تن دیگر با هدف دشمنی با انجمن سری ابرشروران داشت، که در زمان به رهبری الکساندر لوتر جی‌آر. (پسر لکس لوتر) بود. برای اسکندال یکی از اعضای سیکرت سیکس بودن، به منزله کمک به مادرش محسوب می‌شد. با وجود اینکه در این راه تعداد آن‌ها به شدت کاهش یافت، اسکندال و بقیه اعضای سیکرت سیکس چندین بار موفق به خنثی‌سازی انجمن سری شدند. با این حال، او بسیار به هم تیمی‌های خود وابسته شد، به ویژه با شخصیت ناک‌اوت که به عنوان جاسوس در انجمن مشغول به کار بود. آن‌ها در واقع رابطه‌ای عاشقانه با یکدیگر برقرار کردند و در یکی از حملات انجمن، ناک‌اوت برای نجات اسکندال در حین مبارزه با تالیا الغول هویت مخفی خود را آشکار نمود و به‌طور رسمی یکی از اعضای سیکرت سیکس شد. آن‌ها عمدتاً در مقابل انجمن سری موفق بودند و در نهایت لوتر اجازه آزادی را به این گروه اعطا نمود.

## توانایی‌ها و قدرت‌ها
اسکندال سوج رزمی‌کاری بسیار ماهر است که حتی قادر به دوام آوردن در مقابل پدرش بود، که عملاً خشونت را خلق کرده بود. او از یک جفت تیغه بسیار تیز که قادر به برش بسیاری از مواد هستند در مچ دست‌های خود برخوردار است. او همچنین به نظر می‌رسید توانایی التیام یافتن سریع و همچنین عمر طولانی را از پدرش به ارث برده‌است. او در طی داستان‌ها چندین بار مورد اصابت گلوله یا چاقو قرار گرفته‌است اما در تمامی دفعات جان سالم به در برده‌است.